# قلعه کهنه آقداش
بقایای قلعه کهنه آقداش مربوط به سده‌های میانی دوران‌های تاریخی پس از اسلام است و در شهرستان اسفراین، بخش بام وصفی آباد، دهستان بام، ۵ کیلومتری جنوب روستای کوشکندر واقع شده و این اثر در تاریخ ۱۸ شهریور ۱۳۸۷ با شمارهٔ ثبت ۲۳۲۷۰ به‌عنوان یکی از آثار ملی ایران به ثبت رسیده است.